# خریت سولولد
خریت سولولد (هلندی: Gerrit Solleveld؛ زادهٔ ۸ ژوئن ۱۹۶۱) دوچرخه‌سوار اهل هلند است.
از باشگاه‌هایی که در آن رکاب زده‌است می‌توان به تیم لوتوان‌ال–یومبو اشاره کرد.